# Le tue parole fanno male
Le tue parole fanno male è un brano musicale di Cesare Cremonini, pubblicato il 9 giugno 2006 come terzo singolo estratto da Maggese, il secondo album del cantante.
Cremonini ha dichiarato di aver scritto l'intero brano in 5 minuti, preso dall'entusiasmo e dalla gioia che gli donava. Il tema della canzone è l'incomunicabilità, la sofferenza e le ferite che si potrebbero curare anche solo con le parole. Con questo brano l'autore omaggia Vasco Rossi, che negli anni '90 aveva cantato Senza parole.
.
Nel 2009 Fiorella Mannoia ha realizzato una cover del brano, inclusa nell'album Ho imparato a sognare.

## Tracce
1. Le tue parole fanno male
2. Mastergroove Six

## Video musicale
Il videoclip di "Le tue parole fanno male" è stato girato a New York dal regista Gaetano Morbioli.
Cesare ha commentato la scelta di New York, definita "la città che non dorme mai", per questo video con queste parole: «Le tue parole fanno male è una romantica ballata che affronta il tema del dialogo fra le persone, dell'indiscutibile importanza delle parole, disturbate continuamente dalle infinite possibilità che offre questo "nuovo mondo" in tema di comunicazione, ma che non potranno mai "curare" quella "fame d'amore" che è forse il sintomo del nostro tempo. E New York ai miei occhi è il simbolo dell'incapacità di comunicare, di milioni di volti e milioni di maschere che si incontrano, si mischiano, senza mai unirsi veramente, ma che paradossalmente vivono nella città che più di ogni altra rappresenta il punto di incontro fra culture e razze di questo pianeta.»